# Vykintas Baltakas
Vykintas Baltakas (pseudoniem van Vykintas Bieliauskas, Vilnius, 1972) is een Litouws componist en dirigent.

## Biografie
Baltakas studeerde van 1990 tot 1993 aan de Litouwse Muziek- en Theateracademie in zijn geboorteplaats en was in Litouwen dirigent van twee vocale ensembles voordat hij van 1993 tot 1997 in Karlsruhe ging studeren: compositie bij Wolfgang Rihm en orkestdirectie bij Andreas Weiss. Hij studeerde daarna nog aan het Conservatoire national supérieur de musique et de danse de Paris en een jaar aan het Institut de recherche et coordination acoustique/musique.
Sinds 2009 is hij directeur van GAIDA, het Litouwse festival voor nieuwe muziek. Hij wordt regelmatig gevraagd voor festivals in heel Europa.
Baltakas kreeg verschillende compositieopdrachten, onder andere Eselsbrücke voor de Salzburger Festspiele in 2013. In 2014 kreeg hij opdracht van de Koningin Elisabethwedstrijd tot het componeren van het opgelegd werk voor de halve finale van de Koningin Elisabethwedstrijd 2015 (voor viool). Het kreeg de titel Recitativo for violin and piano en ging op 11 mei 2015 in wereldpremière.
Baltakas verwierf verschillende prijzen, zoals de Siemens Advancement Award (2007) en de International Composition Prize Claudio Abbado (2013).
- Bibliothèque nationale de France: cb16907245r (data)
- Gemeinsame Normdatei: 133310418
- International Standard Name Identifier: 0000 0001 1458 8640
- Library of Congress Control Number: no2011013596
- Nationale Bibliotheek van Letland: 000305761
- MusicBrainz: 5411d0a9-4bb7-4a6b-a25a-15c237429192
- Nationale Bibliotheek van Tsjechië: xx0245267
- Nationale Bibliotheek van Israël: 987011245289605171
- Virtual International Authority File: 165749385
- WorldCat: E39PBJvMtHvDTGcYRJry9dyfMP